# Vlag van Oost-Turkestan
De vlag van Oost-Turkestan (Oeigoers: شەرقىي تۈركىستان بايرىقى), ook bekend als Kökbayraq ("De lucht vlag" of "De blauwe vlag"), is sinds 1949 de nationale vlag van het niet-internationaal erkende land Oost-Turkestan. Het verving de oude vlag door blauwe halve maan (jonge wassende maan) op een witte achtergrond en Shahada, die op 12 november 1933 werd aangenomen tijdens de verklaring van de Turkse Islamitische Republiek Oost-Turkestan, toen de toenmalige president Khoja Niyaz trok zich terug uit Aksu uit de oprukkende Hui-Chinezen en kwam op 13 januari 1934 met 1500 troepen naar Kashgar om het presidentschap van de Republiek Oost-Turkestan op zich te nemen.

## Gebruik
In moderne tijden wordt het in de volksmond gebruikt als een symbool van de Oost-Turkestaanse onafhankelijkheidsbeweging. Het werd gebruikt door Oeigoerse activisten bij protesten waarbij China's heropvoedingskampen systeem betrokken was waarbij ongeveer een miljoen Oeigoeren in Xinjiang omkwamen.

## Ontwerp
De vlag lijkt op deTurkse vlag, inclusief een ster en halve maan die historisch Tengriisme vertegenwoordigt. De kleur blauw vertegenwoordigt de Gökturken, een groep oude nomadische Turkse volkeren.

## Afmetingen

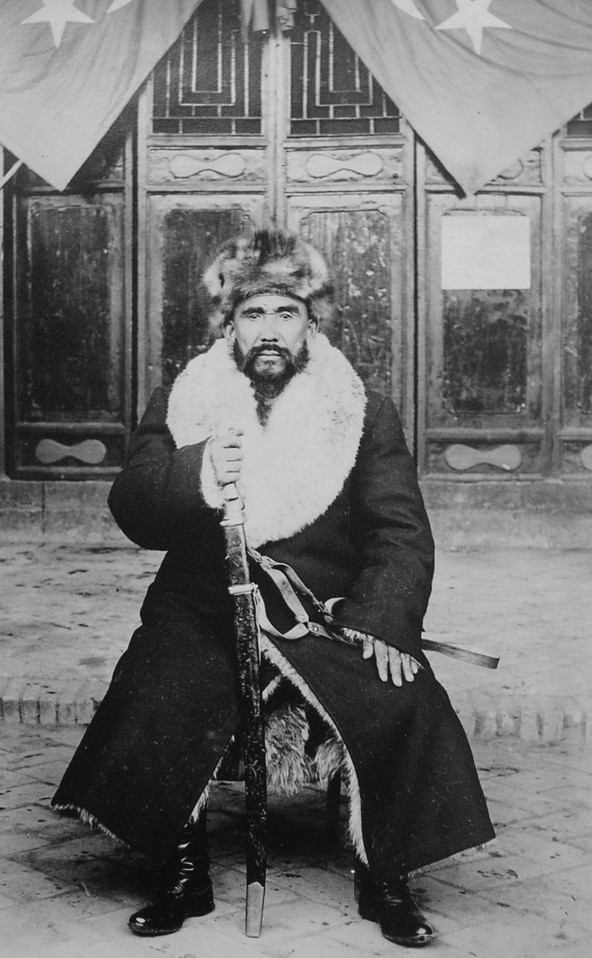
President van de Eerste Oost-Turkestaanse Republiek, Khoja Niyaz, voor de vlag. Januari 1934.

Afmetingen van de vlag.

## Historische vlaggen

Vlag van de Eerste Oost-Turkestaanse Republiek (1933-1934)
Vlag van de Tweede Oost-Turkestaanse Republiek (1944-1949)